# Otto Wallburg
Pour les articles homonymes, voir Wallburg.
Otto Wallburg, de son vari nom Otto Maximilian Wasserzug (né le 21 février 1889 à Berlin, mort le 30 octobre 1944 à Auschwitz) est un acteur et humoriste allemand.

## Biographie
Otto Wallburg est le quatrième enfant d'un banquier juif. Il termine ses études secondaires - probablement à la demande de son père - pour d'abord une formation commerciale dans une usine de machines, qu'il rompt pour devenir acteur. Après avoir été à l'école d'art dramatique fondée par Max Reinhardt, il fait ses débuts en 1909 dans le rôle de Brandner dans Faust de Goethe au Deutsches Theater de Berlin sous la mise en scène de Reinhardt. Après ses premiers engagements à Berne, Halberstadt et au Neues Theater d'Arthur Hellmer à Francfort-sur-le-Main (1913-1914), Wallburg fait son service militaire et reçoit la croix de fer sur le front oriental. Après une grave blessure, il retourne à Francfort et travaille à nouveau en avril 1916 au Neues Theater. Après s'être essayé sans succès à la mise en scène, Wallburg se tourne vers le cabaret au début des années 1920 et apparaît à plusieurs reprises à l'Astoria de Francfort.
En 1926, Otto Wallburg accepte un engagement au Deutsches Theater de Berlin dirigé par Max Reinhardt. Après avoir incarné des amants, des artistes de la vie et des garçons de la nature au début de sa carrière, il s'oriente de façon significative à cause de son poids dans des rôles au caractère insolent. À cause de son discours délavé et précipité, les critiques et les auditeurs l'appellent sympathiquement le « blubberer ». Wallburg fait ses débuts au cinéma en 1926. Après des rôles de figurant dans des films muets, Il a son premier rôle dans un film sonore dans Hokuspokus de Gustav Ucicky en 1930.
Après la prise de pouvoir des nazis en janvier 1933, Otto Wallburg perd son contrat avec l'UFA et peu de temps après son engagement dans les théâtres de Berlin. En 1934, il peut travailler temporairement au Neues Theater d'Arthur Hellmer à Francfort, mais il déménage bientôt avec sa famille en Autriche, où il trouve du travail avec Joe Pasternak, le directeur de production d'Universal. Jusqu'en 1936, il est devant la caméra pour plusieurs films, mais aucun ne peut être joué en Allemagne.
Après l'invasion de l'Allemagne en mars 1938, Otto Wallburg s'enfuit par la France pour Amsterdam, où il travaille avec Kurt Gerron et Rudolf Nelson au théâtre Joodsche Schouwberg, un cabaret juif. Après que les troupes allemandes aient occupé les Pays-Bas en mai 1940, il disparaît en 1943, mais est arrêté l'année suivante après une dénonciation. Il avait envisagé de partir aux États-Unis, mais s'est préparé trop tard.
Après une déportation au camp de transit néerlandais de Westerbork, Wallburg souffre de son diabète au Theresienstadt le 31 juillet 1944 puis il arrive le 28 octobre à Auschwitz, où il meurt dans les chambres à gaz.
Otto Wallburg s'est marié trois fois : avec l'actrice suisse, avec la fille du propriétaire d'une imprimerie, Anna Luise Theis, et pendant son exil à Amsterdam, avec Ilse Rein.

## Filmographie

### Cinéma
- 1926 : Adventures of a Ten Mark Note : Herr Fischer
- 1926 : Derby. Ein Ausschnitt aus der Welt des Trabersports : Emil Henschke, Fleischwaren en gros
- 1926 : Die keusche Susanne : Charency
- 1926 : In der Heimat, da gibt's ein Wiedersehn! : Feldwebel Baumann
- 1927 : Der Himmel auf Erden : Louis Martiny
- 1927 : Die Geliebte des Gouverneurs : Der Zar
- 1927 : Die leichte Isabell
- 1927 : Dr. Bessels Verwandlung : Ein französischer Sergeant
- 1927 : Grand Hotel...!
- 1928 : Der moderne Casanova
- 1928 : Liebe im Kuhstall : Wenzel, Seifenschneider
- 1928 : Mein Freund Harry : Gen.Dir. Fredy Sanderson
- 1928 : Théâtre : Tenas
- 1929 : Das närrische Glück
- 1929 : Die Frau, die jeder liebt, bist du! : Haucke
- 1929 : Die Nacht gehört uns : Vater Bang
- 1929 : Die vierte von rechts
- 1929 : Kolonne X
- 1929 : L'amante légitime
- 1929 : Le cercle rouge : Marl
- 1929 : Le veuf joyeux : Ein Paradegast
- 1929 : Männer ohne Beruf : Der Standesbeamte
- 1929 : Poliche : Bürgermeister Boudier
- 1929 : Sein bester Freund
- 1929 : Trust der Diebe : Kriminalkommissar Warren
- 1930 : Der Witwenball : Teckelmann
- 1930 : Es gibt eine Frau, die dich niemals vergißt
- 1930 : Hans in allen Gassen
- 1930 : Heute nacht - eventuell : Rechtsanwalt
- 1930 : Hokuspokus : Dr. Schüler
- 1930 : Petit officier... Adieu! : Baron
- 1930 : Rêve de Vienne : Der Baron
- 1930 : The Jumping Jack : Clamotte, Direktor des Warenhauses
- 1931 : ...und das ist die Hauptsache!? : Klöppel, ein Maler
- 1931 : Bombes sur Monte-Carlo : Ministerpräsiden / Minister
- 1931 : Der Hochtourist
- 1931 : Der kleine Seitensprung : August Wernecke, Fabrikant
- 1931 : Her Grace Commands
- 1931 : Her Majesty, Love : Othmar von Wellingen - Freds Bruder
- 1931 : Hilfe! Überfall! : Karl Matthes
- 1931 : Königin einer Nacht : Gaston Molneau
- 1931 : Le congrès s'amuse : Bibikoff, his Adjutant
- 1931 : Opera Ball : von Arnolds - Helgas Vater
- 1931 : Ronny de Reinhold Schünzel : Intendant des Hoftheaters
- 1931 : Salto Mortale : L'attaché de presse
- 1931 : Seitensprünge : Onkel Emil
- 1931 : The Woman They Talk About : G.Greven
- 1931 : Wenn die Soldaten... : General von Plessow
- 1931 : Wer nimmt die Liebe ernst...? : Speculator Bruno
- 1931 : Wochenend im Paradies
- 1931 : Yorck : Field Marshal Graf Diebitsch-Sabalkanskij
- 1932 : Das Lied einer Nacht : Pategg
- 1932 : La Belle Aventure : Valentin le Barroyer
- 1932 : Der schwarze Husar : Gouverneur Darmont
- 1932 : Friederike : Ewiger Student Wagner
- 1932 : How Shall I Tell My Husband? : Hugo Brickner
- 1932 : Lügen auf Rügen : Abeles
- 1932 : Spoiling the Game : Gottfried Paradies
- 1932 : Two Hearts Beat as One
- 1932 : When Love Sets the Fashion : Philippe Gilbert
- 1933 : Ce que femme rêve : Kleinsilber
- 1933 : Das häßliche Mädchen : Direktor Mönckeberg
- 1933 : Der Zarewitsch : Graf Narkyn
- 1933 : Die Tochter des Regiments : Sergeant Bully
- 1933 : Die kleine Schwindlerin : Der Bräutigam
- 1933 : Inge und die Millionen : Conrady, Geschäftsfreund Seemanns
- 1933 : Kind, ich freu' mich auf Dein Kommen : Der Konsul
- 1933 : Madame Wants No Children : Herr Balsam
- 1933 : Marion, That's Not Nice : Direktor Satorius - Seifenfabrikant
- 1933 : Sag' mir, wer Du bist : Harry Reimers
- 1933 : The Big Bluff : Otto Pitt, Generaldirektor
- 1933 : Tout mon cœur Veronika : Max Becker, ein Geschäftsfreund
- 1933 : Wege zur guten Ehe : 'Tange Paula', Eheberatung
- 1934 : Peter : Mr. Zöllner, garage-owner
- 1934 : Prosperity Crooks : Untermeier, Grundstücksspekulant
- 1935 : Alles für die Firma : Emmerich Liebling
- 1935 : Ball im Savoy : Der Verleger Haller
- 1935 : Bretter, die die Welt bedeuten : Direktor Petermann
- 1935 : Heut' ist der schönste Tag in meinem Leben : Paul Kaspar
- 1935 : Petite maman : Max Berkhoff
- 1935 : Viereinhalb Musketiere : Bender, pianist
- 1936 : Catherine : Sixtus Braun, Großindustrieller
- 1937 : Bubi : Taxidriver Muck
- 1938 : Carrefour : Le médecin allemand (non crédité)

### Courts-métrages
- 1931 : Das verlorene Paradies
- 1931 : Kabarett-Programm Nr. 1